# Franc des Nouvelles-Hébrides
Pour les articles homonymes, voir franc.
 (décembre 2023).
Si vous disposez d'ouvrages ou d'articles de référence ou si vous connaissez des sites web de qualité traitant du thème abordé ici, merci de compléter l'article en donnant les références utiles à sa vérifiabilité et en les liant à la section « Notes et références ».
Le franc des Nouvelles-Hébrides était la monnaie de la colonie franco-britannique des Nouvelles Hébrides (devenues Vanuatu en 1980). Son code ISO 4217 est NHF. Cette monnaie était en circulation au côté des monnaies britannique et australiennes. Le franc est divisé en 100 centimes, et  sa plus petite subdivision est 1 franc. Entre 1945 et 1969, cette monnaie était une subdivision du franc CFP.

## Histoire
Jusqu'à la Seconde Guerre mondiale, les Nouvelles-Hébrides utilisait aussi bien le franc français que  la livre sterling ou la livre australienne. En 1941, les Forces françaises libres introduisirent du papier monnaie sur ce territoire. Et, en 1945, le franc CFP a été créé pour les territoires français du Pacifique. Le franc des Nouvelles-Hébrides fut alors créé en subdivision de cette nouvelle monnaie[réf. nécessaire].
En 1949, le franc CFP se stabilise à 5,5 francs français. En 1959, le taux de change avec la livre australienne était d'environ 200 francs pour 1 livre. Ce taux de conversion devint, en 1966, 100 francs pour 1 dollar australien. La monnaie australienne circulant au côté de la monnaie locale.
En 1969, le franc des Nouvelles Hébrides quitta le système du franc CFP et a maintenu une conversion avec le dollar australien à hauteur de 100 francs pour 1 dollar jusqu'en 1973. Généralement, cette monnaie était difficile à trouver dans certaines iles de l'archipel, qui préféraient les transactions en dollars australiens, ou livre sterling britannique.  
En 1982, le franc a été remplacé par le vatu à la suite de l'indépendance de Vanuatu. À compter de cette date, le dollar australien cesse d'être une monnaie officielle.